# Canavalia favieri
Canavalia favieri är en ärtväxtart som beskrevs av Ivan Christian Nielsen. Canavalia favieri ingår i släktet Canavalia och familjen ärtväxter. Inga underarter finns listade i Catalogue of Life.